# Towarzystwo Muzyczne im. Karola Szymanowskiego
Towarzystwo Muzyczne im. Karola Szymanowskiego z siedzibą w Willi Atma w Zakopanem działa od 1977 roku, stawiając sobie za cel popularyzację osoby i twórczości Karola Szymanowskiego.
Wśród członków założycieli Towarzystwa znalazły się wielkie postaci polskiego życia muzycznego – Witold Lutosławski, Krzysztof Zanussi, Jerzy Waldorff i Henryk Mikołaj Górecki. Godność członków honorowych przyjęli m.in. Artur Rubinstein, Swiatosław Richter, Henryk Szeryng, Witold Lutosławski, Witold Rowicki, Teresa Chylińska, Andrzej Bachleda-Curuś, Henryk Mikołaj Górecki, Wojciech Kilar, Sir Simon Rattle.
Towarzystwo realizuje swą misję organizując koncerty w „Atmie”, konkursy wykonawcze, lipcowy międzynarodowy festiwal „Dni Muzyki Karola Szymanowskiego”, sympozja i wykłady za granicą (m.in. w Berlinie, Pradze, Bayreuth, Wiedniu) oraz prowadząc działalność wydawniczą.
Zarząd Towarzystwa w 2007 roku, ogłoszonym przez Sejm Rzeczypospolitej „Rokiem Karola Szymanowskiego” podjął szereg działań, mających na celu ożywienie życia muzycznego w kraju i na świecie w oparciu o bogaty i różnorodny dorobek kompozytorski Patrona Towarzystwa.
Towarzystwo utrzymuje się ze składek członkowskich i darowizn, w tym jednoprocentowego odpisu dla instytucji pożytku publicznego. Członkowie Zarządu pełnią swe funkcje społecznie.
Prezesem Towarzystwa jest prof. Joanna Domańska, a w skład Zarządu Towarzystwa wchodzą m.in. profesorowie: Eugeniusz Knapik, Andrzej Pikul, Andrzej Dutkiewicz i Andrzej Tatarski.